# Ponte de Alvsburgo
A Ponte de Älvsborg [a] (em sueco: Älvsborgsbron) é uma ponte suspensa rodoviária, que liga a parte continental da cidade de Gotemburgo à ilha de Hisingen, na Suécia.
A ponte atravessa o rio Gota na sua parte final, ligando Sandarna no lado sul a Färjenäs no lado norte. É uma das três pontes que ligam a cidade de Gotemburgo à ilha de Hisingen - Ponte de Hisingen, Ponte de Älvsborg e Ponte de Angered.
Foi construída em 1966 para ligar as novas áreas residenciais de Frölunda, na parte sudoeste de Gotemburgo, à ilha de Hisingen, onde a Volvo e outras indústrias tinham os seus locais.